# Данијел Борстин
Данијел Џозеф Борстин (енгл. Daniel Joseph Boorstin; Атланта, 1. октобар 1914 — Вашингтон, 28. фебруар 2004) је био амерички историчар, професор, адвокат и писац. Изабран је за дванаестог Библиотекара америчког Конгреса од 1975. до 1987. године.

## Биографија
Борстин је рођен 1914. године у Атланти, Џорџија, где је његов отац био адвокат који је учествовао у одбрани Леа Франка, јеврејског надзорника фабрике који је био оптужен за силовање и убиство тинејџерке. Након што је линчовање Франка из 1915. године довело до пораста антисемитизма у Џорџији, породица се преселила у Тулсу, Оклахома, где је Борстин одрастао. Матурирао је са 15 година у Централној средњој школи у Тулси. Дипломирао је са највећим похвалама на Харварду, затим је студирао на Балиол колеџу у Оксфорду на основу Роудсове стипендије, а докторирао је на Јејлу. Био је адвокат и универзитетски професор на Универзитету у Чикагу 25 година, а 1964. године је био Пит професор америчке историје и инсититуција на Универзитету у Кембриџу. Такође је био и управник Националног музеја историје и технологије Смитсонијан института. Борстин је написао више од 20 књига, укључујући трилогије о америчком искуству и светској интелектуалној историји. Американци: Демократско искуство (енгл. The Americans: The Democratic Experience), последња књига у првој трилогији, добила је Пулицерову награду за историју 1974. године. Борстин је такође написао Свет открића (енгл. The Discoverers), Свет стварања (енгл. The Creators) и Свет трагања (енгл. The Seekers), трилогију књига које покуавају да направе преглед научне, уметничке и филозофске историје човечанства. У оквиру дисциплине социјалне теорије, Борстинова књига из 1961. године, The Image: A Guide to Pseudo-events in America, даје рани опис аспеката америчког живота, што је касније названо хиперреалност и постмодерност. У тој књизи, Борстин описује прелазе у америчкој култури – углавном због рекламирања – где репродукција или симулација догађаја постаје важнија или „стварнија“ од самог догађаја. Такође је сковао термин псеудо-догађај, који описује догађаје или активности који имају малу сврху или немају ниједну другу сврху осим репродуковања кроз рекламирање и друге видове публицитета. Идеја псеудо-догађаја се огледа и у каснијим радовима Жана Бодријара и Гија Дебора. То дело се и даље често користи као текст на америчким курсевима социологије.
Када је председник Џералд Форд номиновао Борстина да буде Библиотекар Конгреса, номинацију је подржало Друштво аутора Америке, али јој се противила Асоцијација америчких библиотека, јер Борстин „није био библиотечки администратор“. Сенат је потврдио номинацију без дебате.
Борстин је умро 2004. године у Вашингтону.

## Признања
Борстину је јапанска влада доделила 1986. године Орден светог блага, прва класа.

## Књиге
- (1941)
- (1948)
- (1953)
- (1958)
- (1960)
- (1960)
- (1962)
- (1965)
- (1968)
- (1969)
- (1970)
- (1970)
- (1973)
- (1974)
- (1976)
- (1978)
- with Brooks M. Kelley and Ruth Frankel (1981)
- (1983)
- (1987)
- T (1992)
- (1994)
- (1998)